# Sidi Brahim (Sidi Bel Abbès)
Pour les articles homonymes, voir Brahim (homonymie) et Sidi Brahim.
 (janvier 2011).
Si vous disposez d'ouvrages ou d'articles de référence ou si vous connaissez des sites web de qualité traitant du thème abordé ici, merci de compléter l'article en donnant les références utiles à sa vérifiabilité et en les liant à la section « Notes et références ».
Sidi Brahim est une commune de la wilaya de Sidi Bel Abbès en Algérie.

## Géographie

### Situation
La commune de Sidi Brahim est située à 10 km au nord de Sidi Bel Abbès (à l'ouest de l'Algérie). Elle comporte le village de Sidi Brahim (chef-lieu de la commune), appelé Prudon durant une grande partie de la colonisation française et à 1 km le village agricole Boubernas construit en 1977. Les conditions agricoles de la commune ont été analysées dès 1949 dans une thèse publiée à Oran par l'ingénieur agronome Georges Reutt.
La commune est limitée par Sidi Hamadouche (anciennement Les Trembles) au nord, Sidi Bel Abbès au sud, Zerouala (anciennement Deliny) à l'est et par Ain Trid à l'ouest.
| Aïn Thrid      | Sidi Hamadouche | Sidi Hamadouche |
| Aïn Thrid      | Sidi Brahim     | Zerouala        |
| Sidi Bel Abbès | Tilmouni        | Zerouala        |

## Histoire
- Si vous ne connaissez pas le sujet, laissez ce bandeau (vous pouvez alors contacter les auteurs).
- Si vous supprimez le contenu mis en cause (vous pouvez préalablement contacter les auteurs),

argumentez précisément cette suppression dans la page de discussion
(un manque de référence n'est pas un argument ; une recherche réelle de référence doit avoir été effectuée, être formellement documentée).

### Époque coloniale francaise
La tribu des Oulad Brahim campait sur les deux rives de la Mekerra, mélangée à la tribu des Oulad-Sidi Khaled et aux Oulad Sidi Bouzid, toutes issues de la grande tribu des Beni Amer. Leur territoire commun s'étend depuis celui des Hassessna à l'est jusqu'à celui des Oulad Sidi-Ali Ben-Youb à l'ouest. Ce territoire est très fertile, et très bien arrosé par des eaux dérivées de l'oued Mekerra.
Au moment de l'arrivée des Français en Algérie, les tribus des Ouled Brahim, Oulad Sidi Bouzid et Oulad Sidi Khaled issues de la grande tribu des Béni Amer, occupaient tout le territoire de Sidi Bel Abbés[réf. nécessaire].
En 1843, l'administration militaire française a comblé le grand vide existant dans le sud d'Oran et qui constitue une menace venue des troupes armées de l'émir Abdelkader, par la construction d'une redoute à mi-chemin entre Mascara et Tlemcen près du mausolée de Sidi Bel Abbés sur la rive droite du Mekerra, devenue plus tard une division militaire. Le 30 janvier 1845, cette redoute a connu une attaque en plein jour menée par 58 individus des Ouled Brahim, se sont tous tués[réf. nécessaire]. (une bataille célèbre a lieu en 1845 : Bataille de Sidi-Brahim)
Le 5 janvier 1849, commence la fondation de Sidi Bel Abbés, sur les bords de la Mekerra, et sur une superficie de 16 000 hectares de terres fertiles arrosées par les eaux de l'oued. Le 31 décembre 1856, Sidi Bel Abbés est décrétée commune de la province d'Oran, la ville comprend alors deux quartiers, militaire et civil, la population est de 4 187 Européens, 1230 arabes et 951 juifs[réf. nécessaire].
Le 22 avril 1863, un décret signé par Napoléon III fixe la délimitation et la répartition du territoire de la tribu des Ouled Brahim.
Le village de Sidi Brahim prend le nom de son marabout : Sidi Brahim , situé à 10 km. de Sidi Bel-Abbes, fondé en 1851. sur la route d'Oran, près de la rivière la Mekerra et sur une hauteur dominant une plaine couverte de magnifiques moissons. D'anciens barrages arabes régularisaient le parcours des eaux.
Il y avait une église, école et deux puits publics affectés aux besoins des hommes et des animaux, l'un de ces puits est creusé à une profondeur de 20 m sur la place du village l'autre est creusé à 15 m au bas du coteau sur lequel le village est assis, un moulin à eau de quatre paires de meules[réf. nécessaire]. Céréales et tabac, plantations peu nombreuses, jardins, cultures maraichères. La population était de 192 européens et dans les fermes on comptait 123 arabes[réf. nécessaire].
Selon un décret d'état du 12 décembre 1892 , Sidi Brahim fut désormais appelé Prudon en mémoire du capitaine du génie militaire Prudon qui a dessiné les plans du village et auparavant ceux de Sidi Bel Abbés. A l'indépendance de l'Algérie le village a repris son nom initial.

### Toponymie
Arabe sidi = mon seigneur, et hébreu אַבְרָהָם av.ra'am, Abraham = père d’une multitude, transcrit en arabe إبراهيم ib.ra.'him, dont brahim est l’aphérèse

## Culture locale et patrimoine

### Lieux et monuments

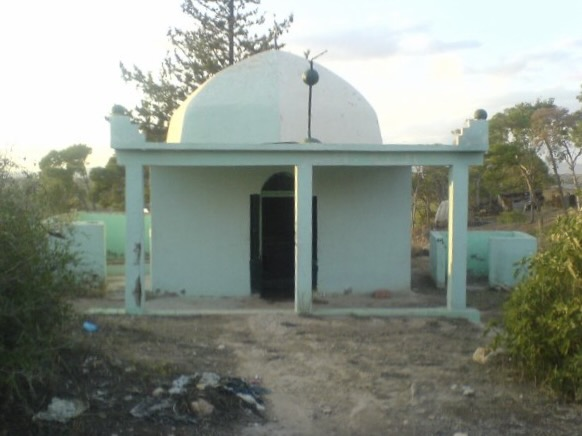
Le mausolée du saint Sidi Brahim de la Mekerra.

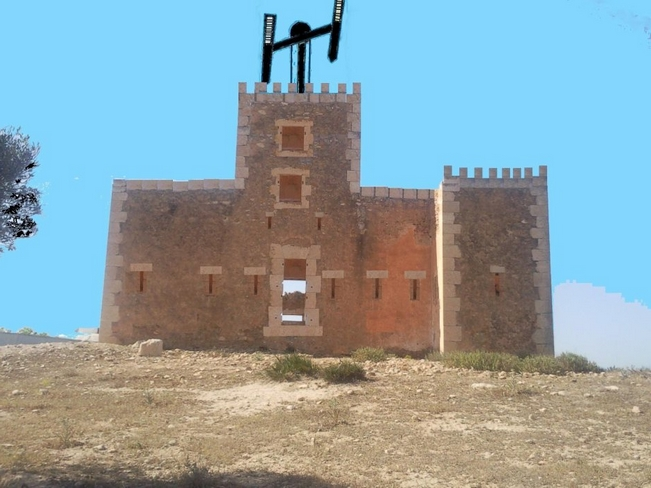
Les vestiges d'un télégraphe.

- Château Bleuse : le château contient une immense cave ou un grand tunnel souterrain ; Louis-Joseph-Bleuse, propriétaire du château et ancien maire de Sidi Brahim, y a été assassiné avec sa servante en 1875.
- Château de Dubreuil actuellement, il est le siège de l'administration municipale (la mairie).
- Le mausolée de Sidi Brahim : situé à un kilomètre au sud du village, dont il prend son nom.
- Les vestiges d'un ancien télégraphe situé à l'ouest du village à deux kilomètres
- Une couverture sanitaire par un dispensaire (centre de santé) au milieu du village, jusqu'à 1982 et l'ouverture d'une nouvelle polyclinique.

### Festival local

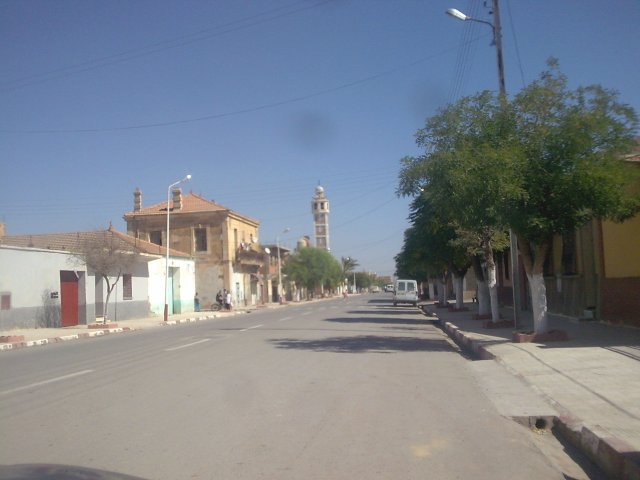
La rue principale du village.

Une fête traditionnelle remontant à des temps ancestraux, appelée Waada (وعده) se déroule chaque année au mois de mai ou de juin. 
Elle dure deux jours et présente différentes attractions : Les vendeurs de bonbons font la joie des enfants, les charmeurs de serpents, les conteurs d'histoires légendaires ainsi que les magiciens attirent une foule venue par milliers.
La fantasia représente le charme particulier du festival : une centaine de cavaliers viennent exhiber leurs tenues et leurs beaux chevaux en jouant le goum. Les détonations assourdissantes du baroud des cavaliers ainsi que le grand vacarme des visiteurs se mêlent à une musique folklorique où prédominent la flûte (guaita) et le tambourin (guellal), joués par des musiciens circulant par groupes de trois dans la grande foule. 
En fin de soirée, l'assistance est conviée à déguster un couscous fait par les habitants du village, ou bien un méchoui peut être offert par un hôte particulier.

## Les maires de Sidi Brahim
- Emile Arthur Dubreuil
- Max Dubreuil
- Marco Vincent
- Manuel Saragossa

Après l'indépendance 
- Sahli Kaddour
- Nedjar Kaddour
- Aounallah Brahim
- Hannane Charef
- Lachlak Abbes

## Enseignement et éducation

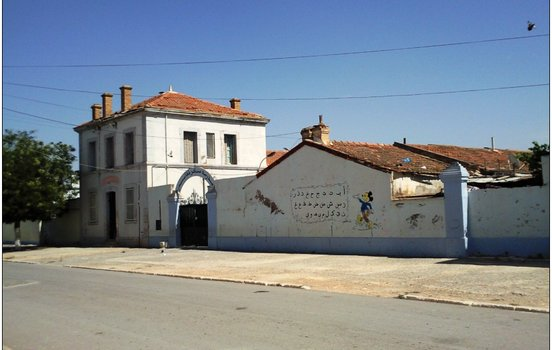
La plus ancienne École de Sidi Brahim - Prudon 1891.

L'école la plus ancienne date de l'époque coloniale 1891 . Pendant longtemps, elle est restée l'unique enceinte et en  1971  une nouvelle école a été inaugurée. Et depuis, le village n'a pas cessé de s’agrandir et pour répondre aux besoins de l'explosion démographique d'autres écoles s'installent progressivement. On compte aujourd'hui, six écoles primaires, un collège d'enseignement moyen, un lycée, une école nationale de l’administration pénitentiaire, inaugurée en 2010, un centre spécialisé de protection des orphelins créé en 2007 et une école coranique en voie de construction.

## Économie

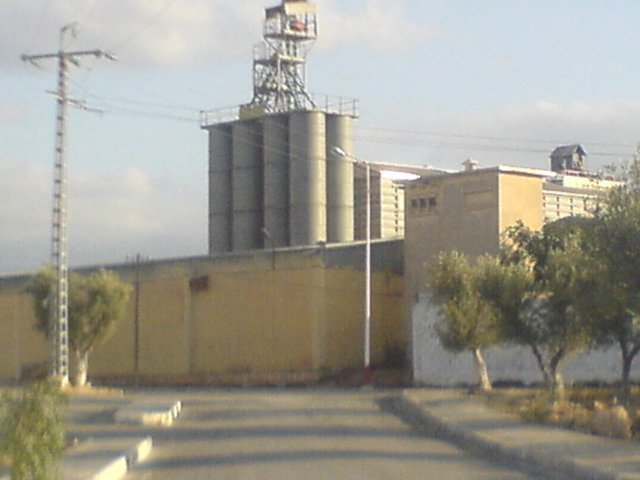
L'usine ONAB (Office national de l’aliment du bétail).

La commune de Sidi Brahim  a toujours gardé sa vocation agro-pastorale. Son importante plaine qui est bonne pour la culture de céréales de toutes sortes et ses terres irriguées  qui sont à proximité de la rivière de la Mekerra, le tout offrent  un potentiel  économique important notamment dans l’élevage ovin et bovin.
Une usine ONAB (l’office national de l’aliment du bétail) inaugurée en 1977 et qui tourne pour produire l’aliment du bétail permettant  le développement davantage des activités  d’élevage de  vaches laitières, de poulets de chair et de poules pondeuses  et par l’occasion  un abattoir de volailles fut érigé à proximité de l’usine.